# کلیف بورویل
کلیف بورویل (انگلیسی: Cliff Burvill؛ زادهٔ ۲۶ مارس ۱۹۳۷) دوچرخه‌سوار اهل استرالیا است. وی در بازی‌های المپیک تابستانی ۱۹۵۶ شرکت کرده است.